# Говард Тауншип (округ Сентер, Пенсільванія)
Говард Тауншип (англ. Howard Township) — селище (англ. township) в США, в окрузі Сентр штату Пенсільванія. Населення — 875 осіб (2020).

## Демографія
Згідно з переписом 2010 року, у селищі мешкали 964 особи в 370 домогосподарствах у складі 284 родин. Було 408 помешкань
Расовий склад населення:
| - 98,9 % — білих - 0,4 % — корінних американців - 0,3 % — чорних або афроамериканців - 0,2 % — вихідців з тихоокеанських островів |

До двох чи більше рас належало 0,2 %. Частка іспаномовних становила 0,3 % від усіх жителів.
За віковим діапазоном населення розподілялося таким чином: 20,6 % — особи молодші 18 років, 65,1 % — особи у віці 18—64 років, 14,3 % — особи у віці 65 років та старші. Медіана віку мешканця становила 41,7 року. На 100 осіб жіночої статі у селищі припадало 97,5 чоловіків;  на 100 жінок у віці від 18 років та старших — 96,7 чоловіків також старших 18 років.
Середній дохід на одне домашнє господарство  становив 77 548 доларів США (медіана — 61 563), а середній дохід на одну сім'ю — 75 106 доларів (медіана — 65 781). Медіана доходів становила 37 500 доларів для чоловіків та 38 984 долари для жінок. За межею бідності перебувало 5,9 % осіб, у тому числі 14,1 % дітей у віці до 18 років та 5,6 % осіб у віці 65 років та старших.
Цивільне працевлаштоване населення становило 481 особа. Основні галузі зайнятості: освіта, охорона здоров'я та соціальна допомога — 26,2 %, виробництво — 12,7 %, роздрібна торгівля — 9,6 %, будівництво — 9,6 %.